# Jaromar I.
Jaromar I. (* vor 1141; † vor August 1218) war ab 1170 regierender Fürst auf Rügen.

## Leben und Wirken
Nach dem pommerschen Chronisten Thomas Kantzow war sein Vater König Ratislaus von Rügen (1105–1141). Auf Rügen lebten seit dem 7. Jahrhundert die Ranen, ein westslawisches Volk, die im 12. Jahrhundert Kriegszüge nach Liubice (Vorsiedlung von Lübeck) und an die skandinavischen Küsten unternahmen. 1160 schlossen Waldemar I. von Dänemark, der Sachsenherzog Heinrich der Löwe sowie die Pommernherzöge Kasimir I. und Bogislaw I. einen Pakt, um die Ranen zu bekämpfen.
Als am 15. Juni 1168 das dänische Heer unter Waldemar I. und Bischof Absalon von Roskilde die Tempelburg am Kap Arkona (später Jaromarsburg genannt) nach vorangegangenen Kriegszügen endgültig eroberte, war Jaromars Bruder Tezlaw König der Ranen auf Rügen. Nach Verhandlungen auf Betreiben des Bischofs von Roskilde übergaben sie ihren Hauptsitz Charenza mit den dortigen Heiligtümern kampflos an die Dänen. Durch die Anerkennung der Lehnshoheit des dänischen Königs und die Annahme des Christentums sicherten Tezlaw und Jaromar sich die weitere Herrschaft über Rügen. Die pommerschen Herzöge, die dadurch leer ausgingen, rächten sich, indem sie im folgenden Jahr den Hauptsitz der Ranen zerstörten. Tezlaw wird 1170 letztmals in schriftlichen Quellen erwähnt. Ab 1181 war Jaromar I. alleiniger Fürst von Rügen.
Als Vasallen des dänischen Königs beteiligten sich die Ranen in den Folgejahren an mehreren Kriegszügen Waldemars in den pommerschen Herrschaftsbereich. Nachdem der dänische König Knut VI. sich weigerte, Kaiser Friedrich Barbarossa den Lehnseid zu leisten, versuchte der Pommernherzog Bogislaw I. mit Billigung des Kaisers Rügen zu unterwerfen. Die pommersche Flotte wurde aber 1184 von der dänischen und rügischen im Greifswalder Bodden geschlagen. Im selben und im folgenden Jahr unternahmen die dänisch-rügischen Truppen Züge in die pommerschen Gebiete an Peene und Stettiner Haff. Schließlich musste Bogislaw I. 1186 die Lehenshoheit der Dänen anerkennen. Nach dem Tode Bogislaws 1187 wurde Jaromar 1189 durch Knut VI. zum Vormund der Söhne Bogislaws eingesetzt.
Um 1180 residierte Jaromar I. auf dem Rugard bei Bergen und ließ die erste Backsteinkirche der Insel, die Marienkirche in Bergen errichten. Ursprünglich war sie als Herrschaftskirche (Pfalz) bestimmt, doch der Jaromar musste seine Pläne ändern, um die dänischen Lehnsherrn nicht zu reizen. 1193 wurde sie als Klosterkirche des zu gleicher Zeit entstandenen benachbarten Zisterzienserinnenklosters Bergen geweiht. Jaromars Einflussbereich erstreckte sich zu dieser Zeit auf dem Festland bis zur mittleren Peene, so auf die Länder Wusterhusen, Loitz, Gützkow, Miserez und Ziethen. Lassan und Ziethen wurden nach einem Grenzstreit mit der Herzoginwitwe durch den Dänenkönig wieder Pommern zugeordnet. 1198 kam es erneut zum Krieg Dänemarks gegen Pommern und Brandenburg, was zum Verlust der Gebiete südlich des Rycks führte.
1199 siedelte Jaromar Mönche aus dem 1198 zerstörten Kloster Dargun im Kloster Eldena an der Ryckmündung an. Von den Klöstern aus wurden im 13. Jahrhundert die waldreichen Gebiete nördlich von Ryck und Trebel mit Bauern aus Niedersachsen, Westfalen und der Altmark kolonisiert. Rügen war zu dieser Zeit relativ dicht slawisch besiedelt. Anfang des 13. Jahrhunderts förderte Jaromar die Christianisierung in seinem Herrschaftsbereich durch die Errichtung weiterer Kirchen. Nach seinem Tode 1218 wurde er in der Bergener Klosterkirche bestattet.

## Nachkommen
Jaromar I. heiratete Hildegard von Dänemark (um 1159 belegt), die Tochter von Knut V. Magnusson von Dänemark (ca. 1128–1157) und (Sophie?) Sverkersdotter von Schweden.
- Fünf seiner Nachkommen sind namentlich bekannt:
  - Barnuta (* vor 1193, † 1236), heiratete (nach Kantzow) Slavomira, Tochter Mitzlaw II. von Gützkow
  - Wizlaw I. (* vor 1193,† 1255/56)
  - Pybygnew (nur 1232 erwähnt)
  - Lucia (nur 1208 erwähnt), heiratete Władysław III. von Polen
  - Zwentopolk (nur 1207 erwähnt)